# Ogangen
Ogangen è un'isola del gruppo delle Fox nell'arcipelago delle Aleutine orientali e appartiene all'Alaska (USA). Si trova al largo della costa meridionale di Unalaska nella Raven Bay. L'isola è lunga 3,2 km e ha un'altitudine massima di 211 m.